# パラッツォ・カヴァッリ＝フランケッティ

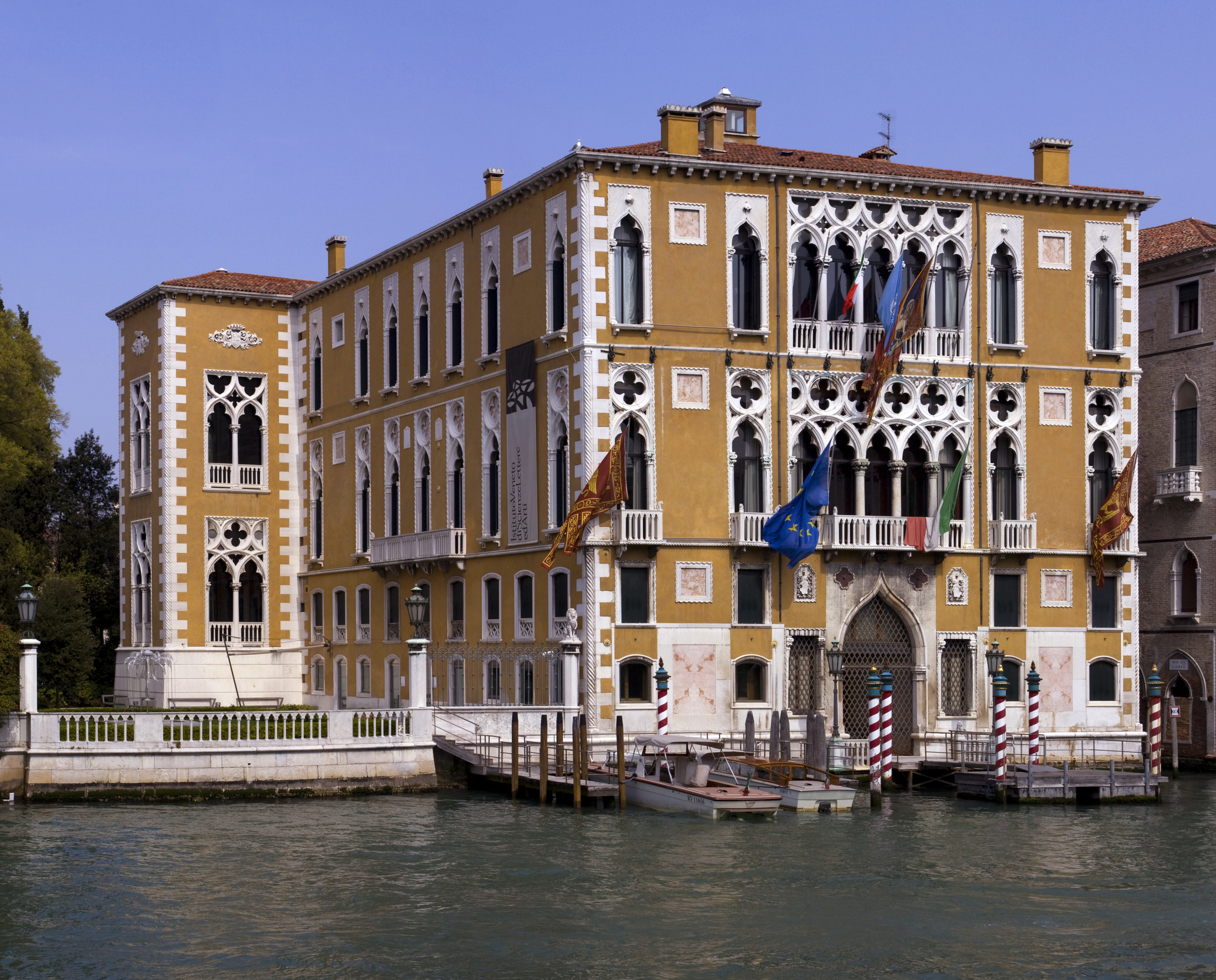
パラッツォ・カヴァッリ＝フランケッティ

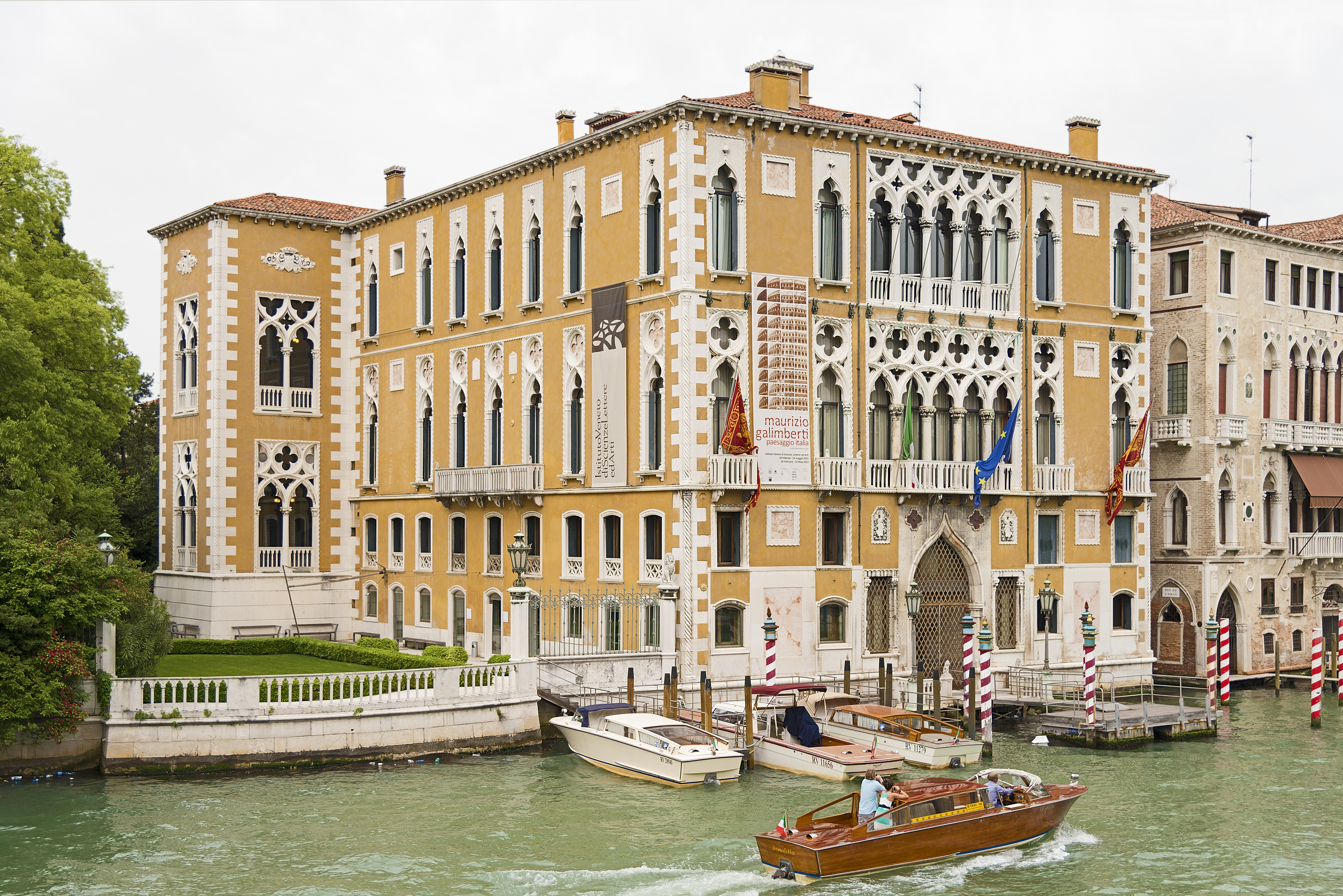
パラッツォ・カヴァッリ＝フランケッティ

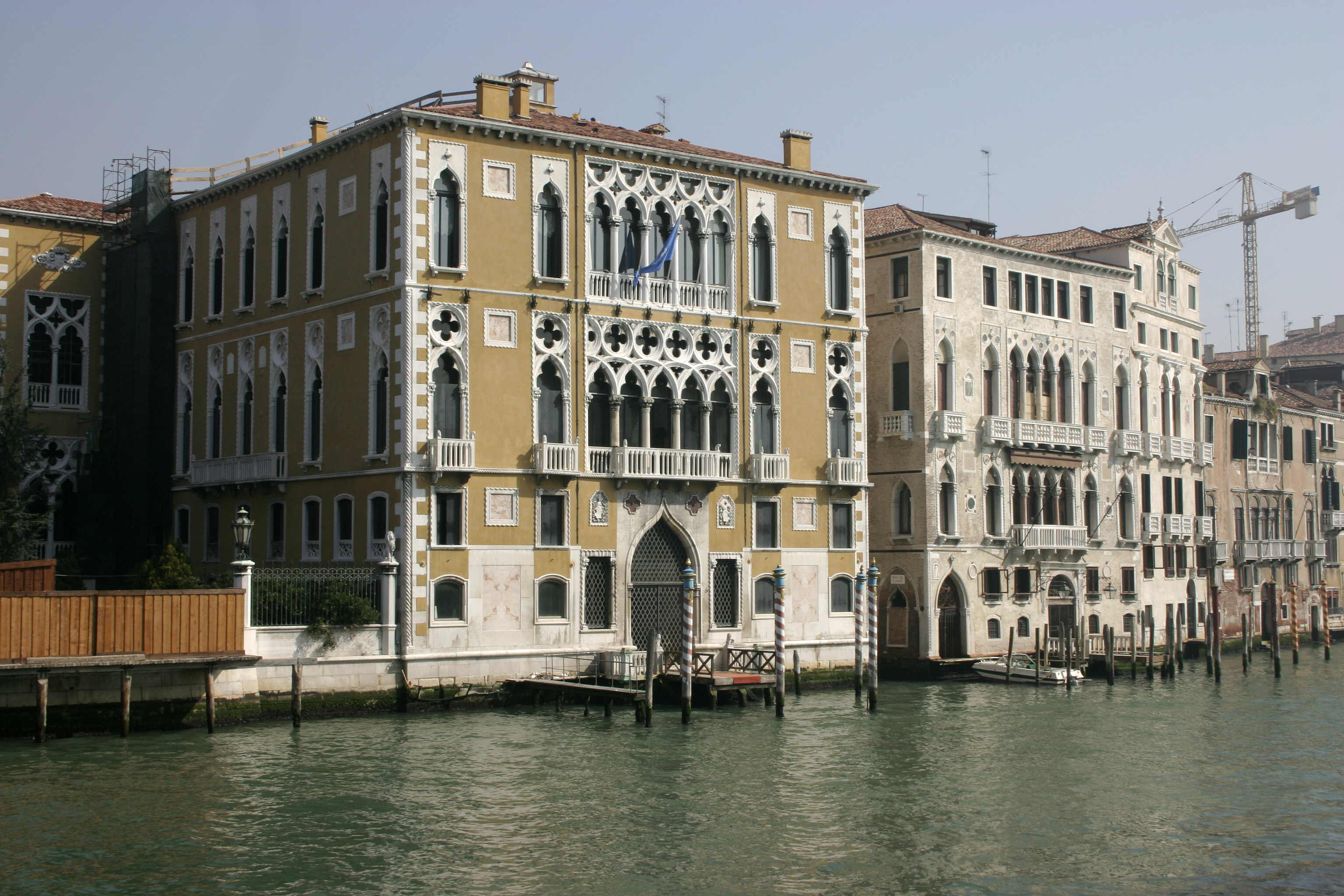
パラッツォ・カヴァッリ＝フランケッティ(右側はパラッツォ・バルバロ)

パラッツォ・カヴァッリ＝フランケッティ（イタリア語: Palazzo Cavalli-Franchetti）は、イタリアのヴェネツィアにあるカナル・グランデに面する邸宅で、アッカデーミア橋の近くにある。現在は芸術作品の展示会などが開催される会場となっている。
邸宅は1565年に建設されたが、19世紀に大規模な改修がなされ、外観は豪華な装飾のある窓などゴシック様式となっている。最初の改修はオーストリア帝国海軍の提督であったフリードリヒ大公がこの邸宅を相続した時で、ハプスブルク家出身であった大公は同家の威光をカナル・グランデにも見せつけようと考え、邸宅をより荘厳な装飾にした。しかし大公は26歳で早世し、また未婚だったため相続者がなく、邸宅はフランス・ブルボン家のシャンボール伯に売却されることになった。
その後、1878年にライモンド・フランケッティ男爵が購入し、フランケッティの名が邸宅の名前の一部となった。